# Aethra (geslacht)
Aethra is een geslacht van kreeftachtigen uit de klasse van de Malacostraca (hogere kreeftachtigen).

## Soorten
- Aethra edentata Edmondson, 1951
- Aethra scruposa (Linnaeus, 1764)
- Aethra scutata Smith, 1869
- Aethra seychellensis Takeda, 1975